# Stellidia variata
Stellidia variata är en fjärilsart som beskrevs av William Schaus 1914. Stellidia variata ingår i släktet Stellidia och familjen nattflyn. Inga underarter finns listade i Catalogue of Life.